# Ernst Hawerman

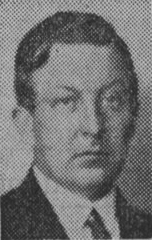
Ernst Hawerman

Ernst Bernhard Hugo Hawerman, född 22 april 1890 i Stockholm, död där 31 maj 1964, var en svensk arkitekt. Han tillhörde arkitektfamiljen Hawerman, där fadern Emil och farbröderna Johan Adolf och Ludvig var kända arkitekter.

## Liv och verk
Efter avgångsexamen från Kungliga Tekniska högskolan 1917 var Hawerman praktiserande arkitekt i Stockholm, biträdande arkitekt vid Stockholms stadshusnämnd 1919–1923, arkitekt vid Ragnar Östbergs arkitektbyrå i Stockholm 1924–1935, innehade förordnande som vice stadsarkitekt i Stockholm och länsarkitekt i Stockholms län och var anställd hos riksdagshuskommittén från 1936. Han bedrev egen arkitektverksamhet från 1935 och grundade tillsammans med arbetskamraten Nils G:son Friberg arkitektfirman Hawerman & Friberg.
Bland deras arbeten kan nämnas IVA:s försöksstation vid Drottning Kristinas väg (1944) och tillbyggnaden av Östbergs Patentverket vid Valhallavägen (1947), båda i Stockholm. Till Hawermans arbeten räknas även en lång rad smalhus i Stockholmstrakten. Det typiska Hawermanhuset är ett smalhus med tegelfasad och enkla detaljer kring ytterdörr och fönster. Många hus ritades på uppdrag av fastighetsbolaget Stockholmshem.
Ernst Hawerman är begravd på Norra begravningsplatsen utanför Stockholm.

## Bilder

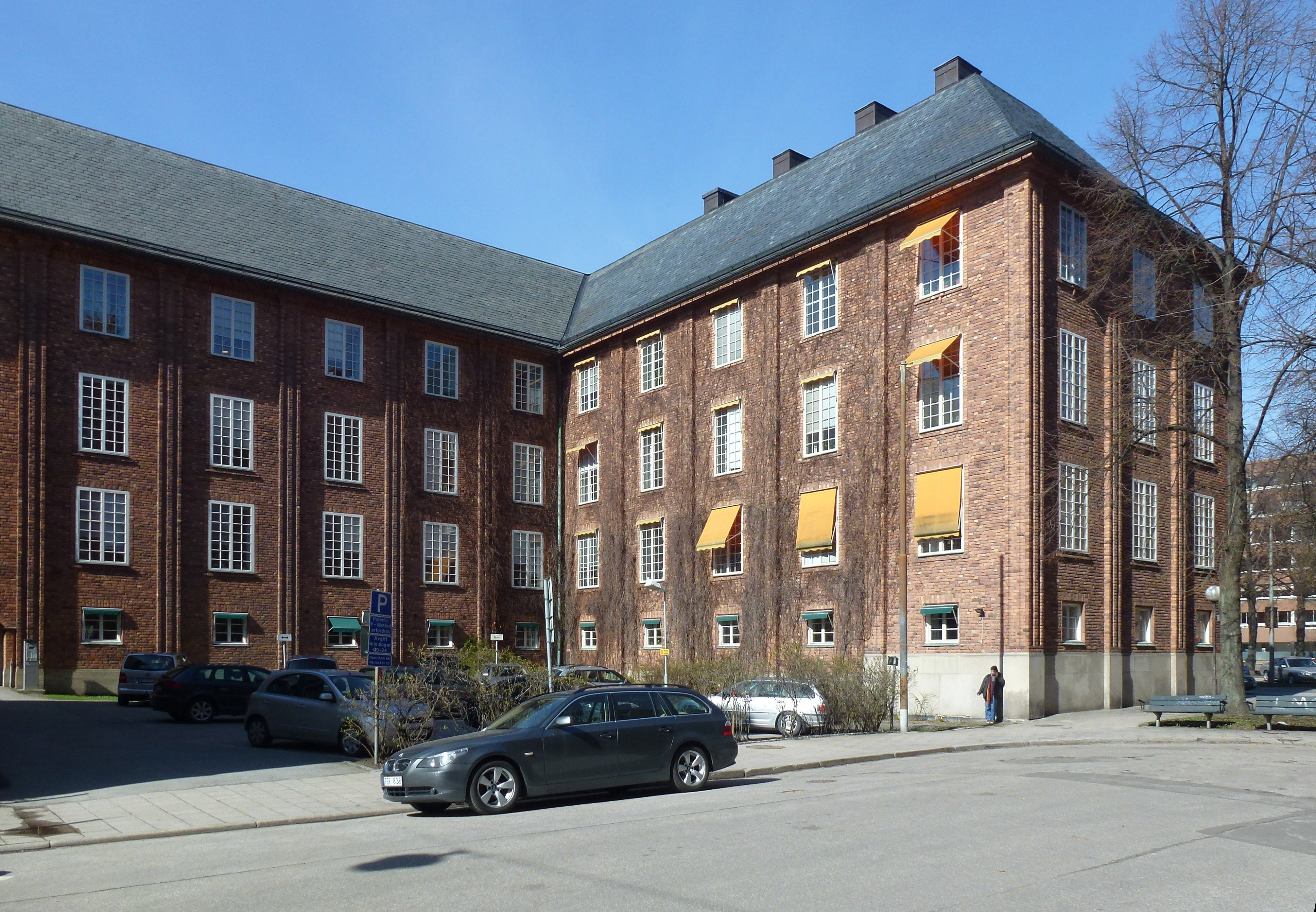
Patent- och Registreringsverket, Valhallavägen, tillbyggnad (1947).
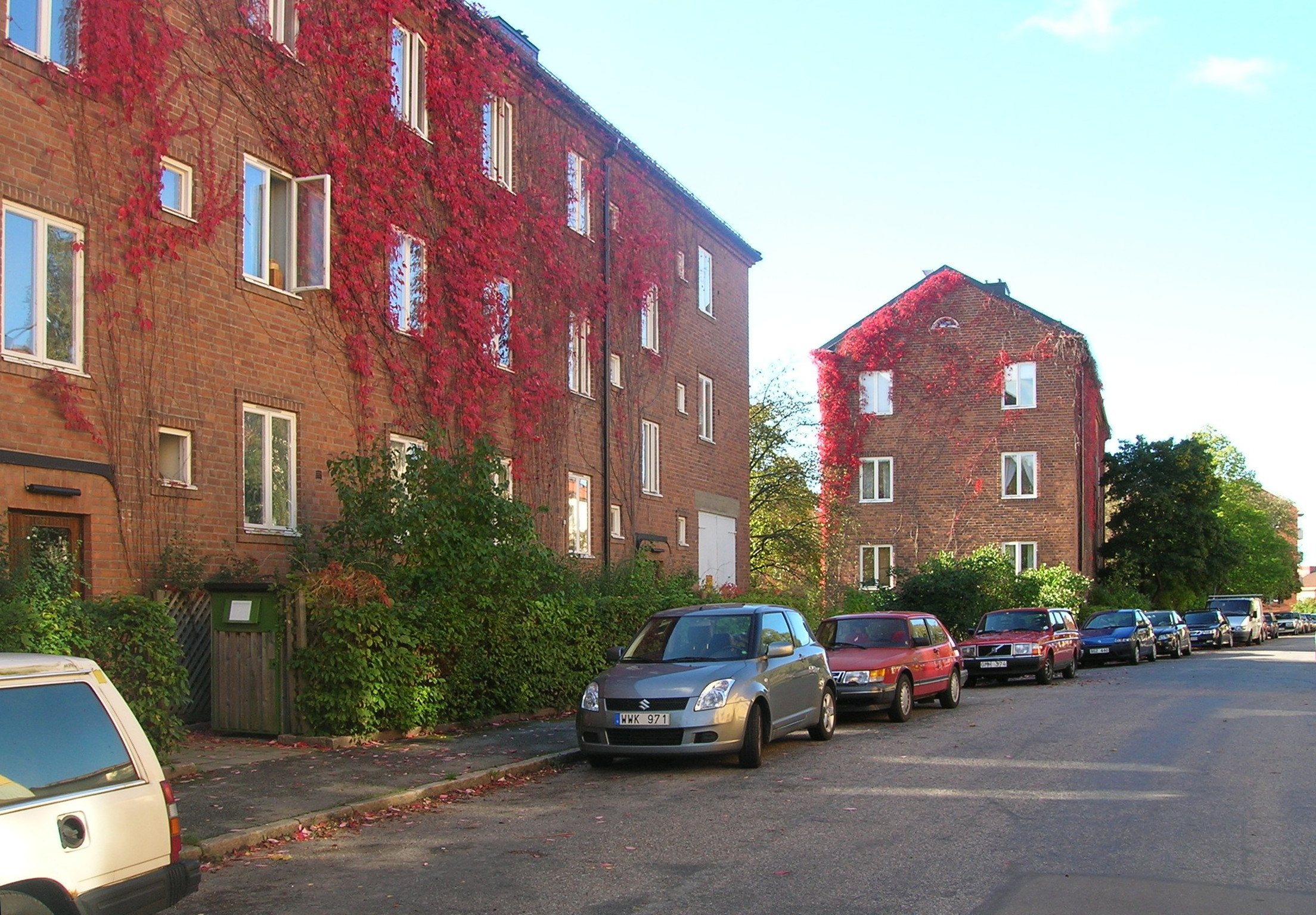
Bolmensvägen, Årsta
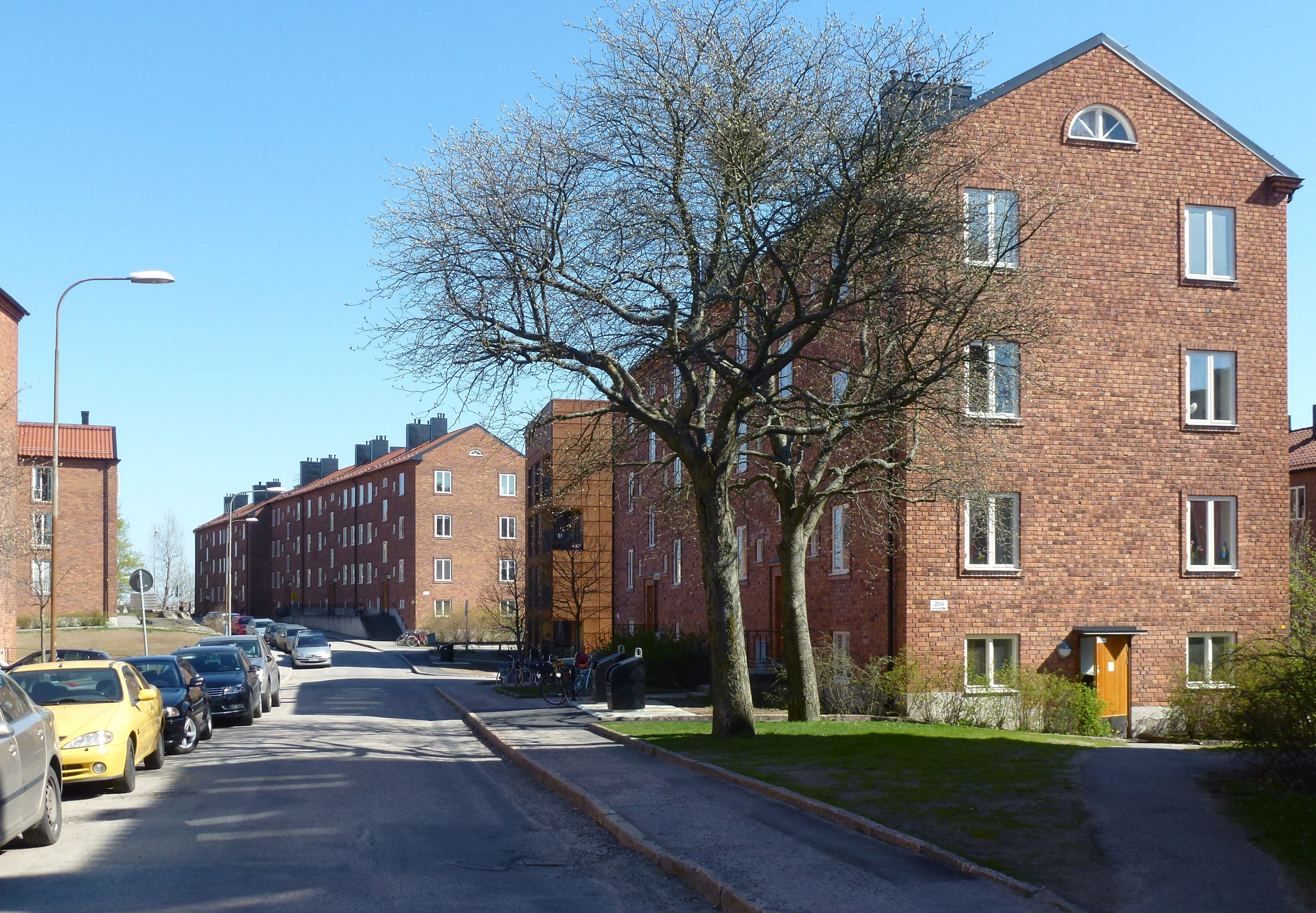
Främlingsvägen, Midsommarkransen
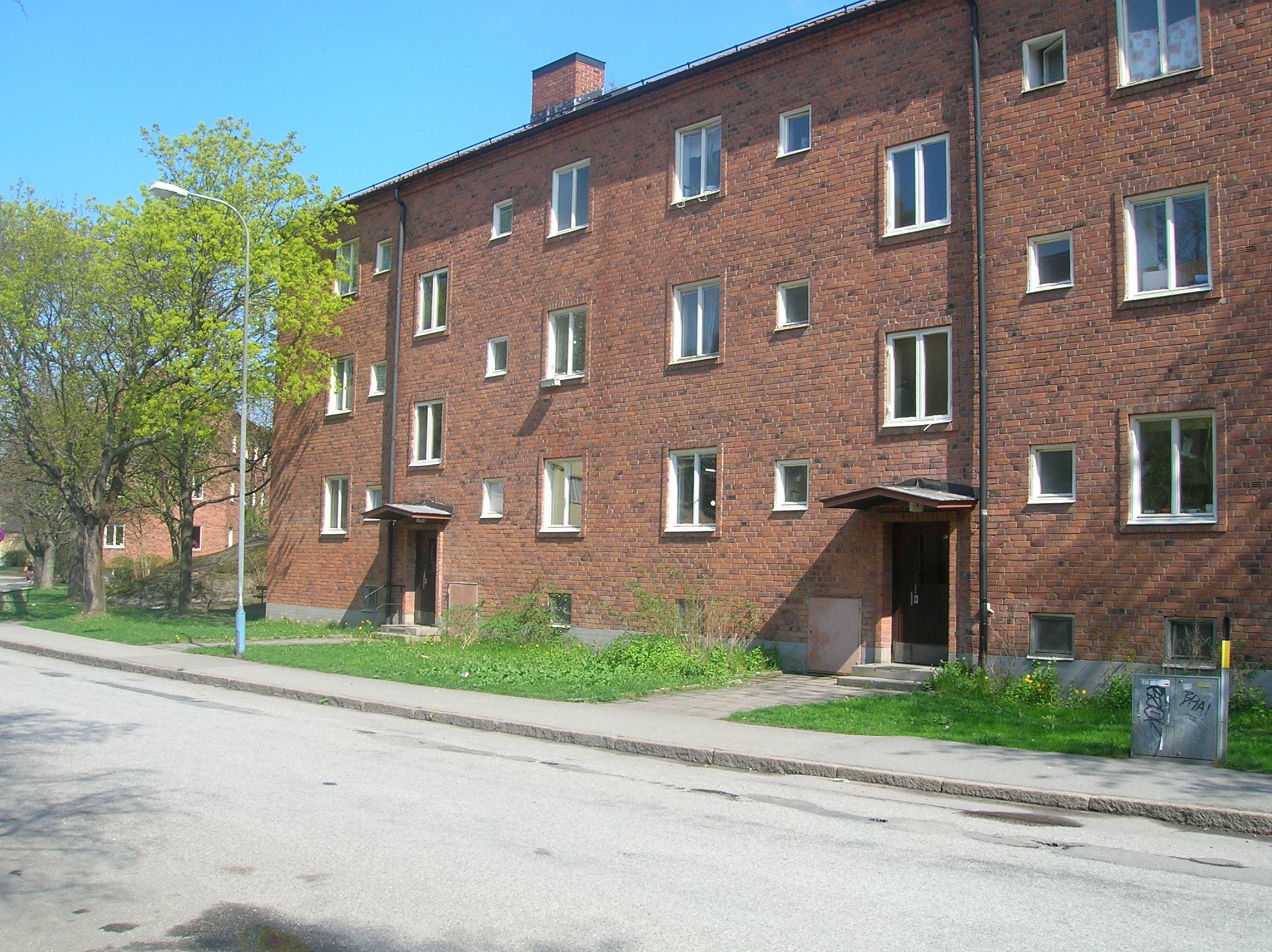
Tångvägen, Västberga
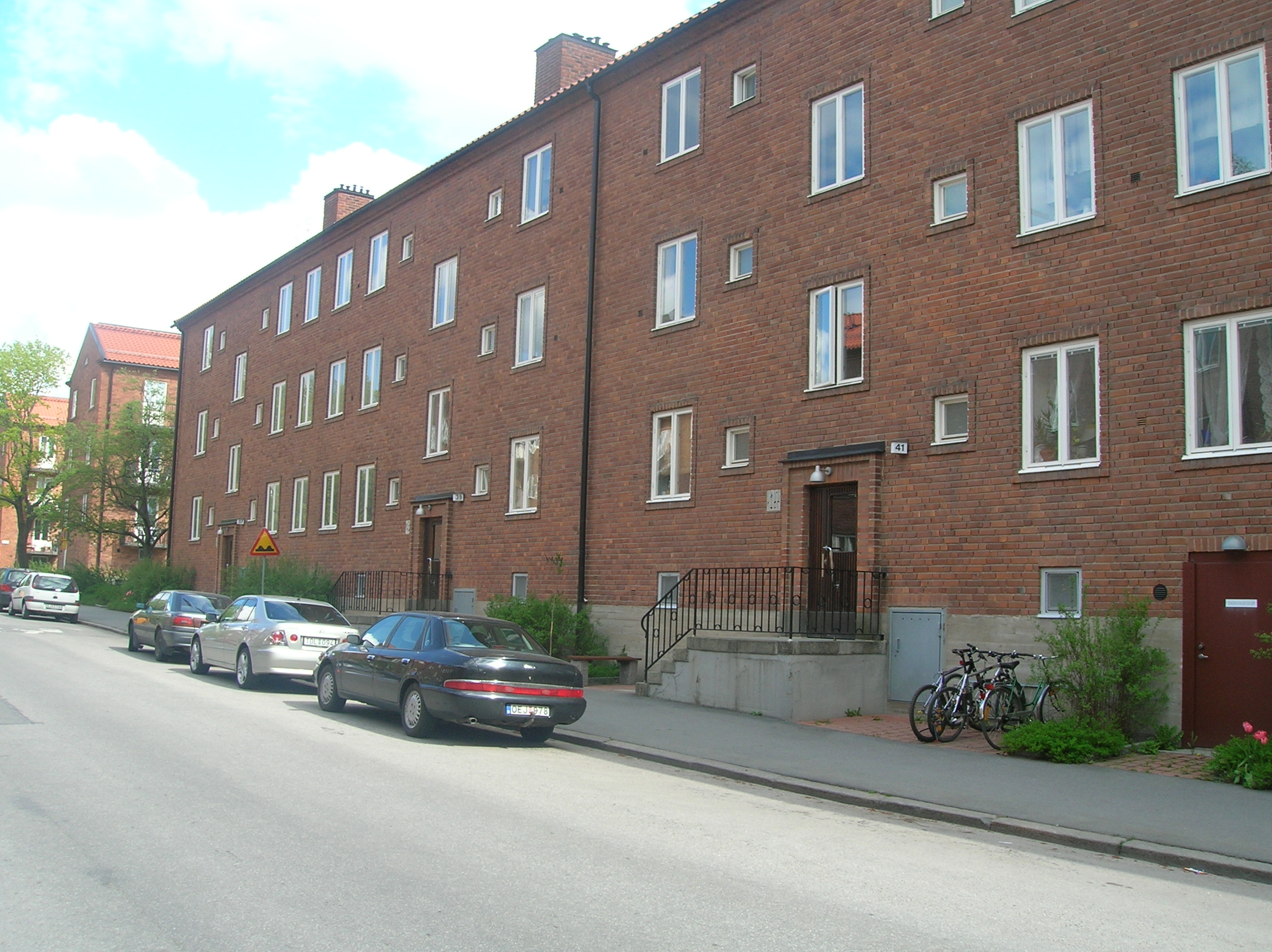
Skärmarbrinksvägen, Johanneshov
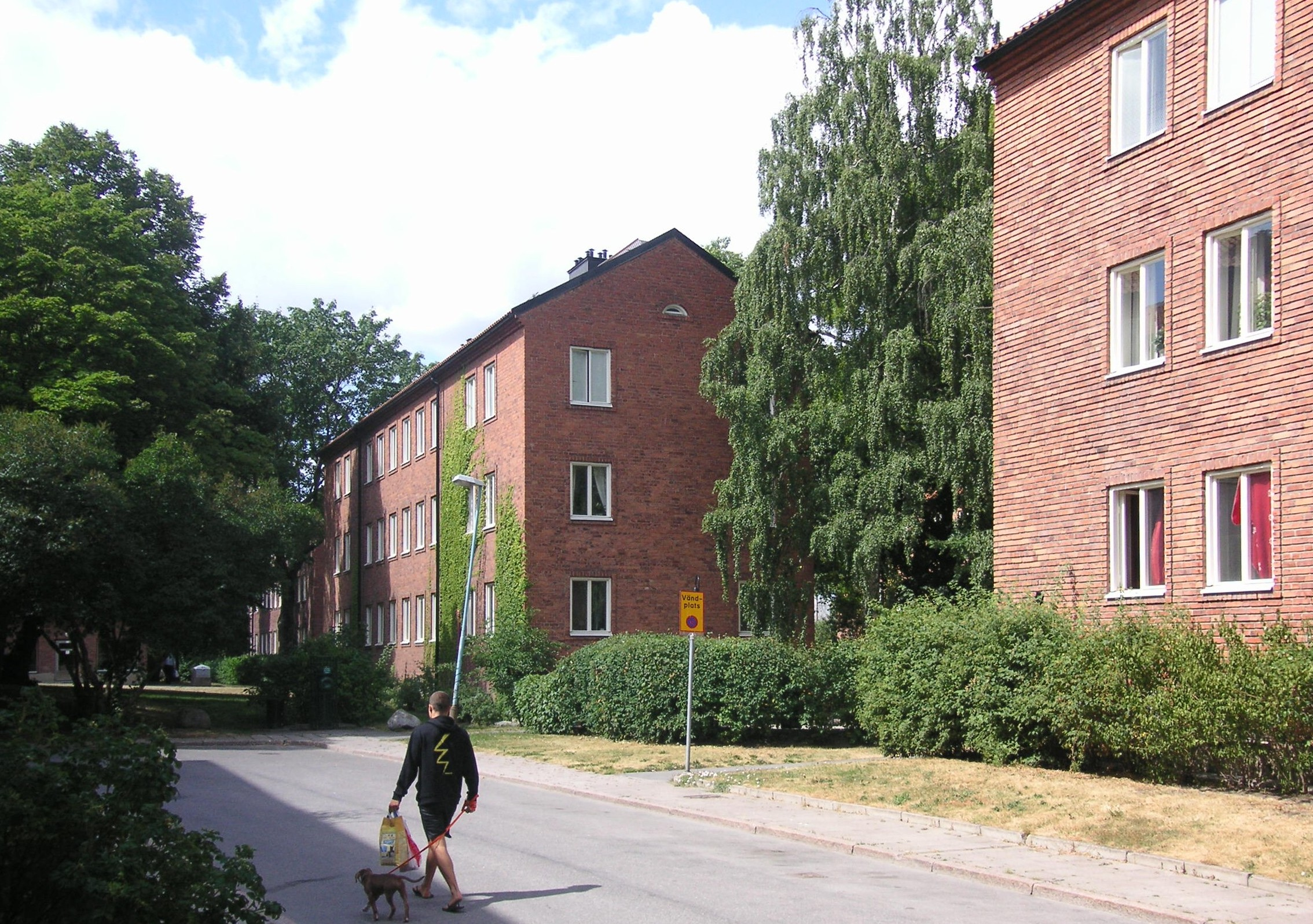
Stiernhjelmsvägen, Kristineberg

## Verk i urval
- Barnrikehus på Skonertvägen och Fregattvägen, Gröndal, Stockholm, början av 1940-talet
- Barnrikehus på Bolmensvägen, Möckelvägen och Skagersvägen, Årsta, 1943
- Barnrikehus på Främlingsvägen, Midsommarkransen, Stockholm, 1940-talet
- Smalhus kring Hökmossevägen och Tångvägen, Västberga, Stockholm, 1940-talet
- Smalhus kring Artistvägen m.fl, Johanneshov, 1940-talet
- Smalhus kring Stiernhjelmsvägen m.fl, Kristineberg, 1940-tal
- Patent- och Registreringsverkets byggnad, Valhallavägen, Östermalm, Stockholm (tillbyggnad 1947), tillsammans med Nils G:son Friberg.
- Smalhus på Ramvägen, Skrinvägen och Dörrvägen, Gubbängen, Stockholm, slutet av 1940-talet
- Tandläkarhögskolan i Malmö, invigd 1949 (med Nils G:son Friberg)
- Söderhamns Stuveri & Hamn AB, Stugsund, kontorsbyggnad, 1955[2]